# Feeding
Feeding (englisch Feedism oder Fat fetishism) ist eine Form abweichenden Sexualverhaltens, bei der ein so genannter Feeder („Fütterer“) eine andere Person (Feedee, „Gefütterter“) „anfüttert“, bis sie ein deutliches Übergewicht erreicht hat und ihre Figur für ihn sexuell attraktiv ist. Dabei empfinden meist sowohl der Feeder wie auch der Feedee sexuelle Erregung.
Feeding ist in unterschiedlichen Ausprägungen bekannt, von leichtem Übergewicht bis hin zu extremen Formen von Adipositas. In den meisten Fällen handelt es sich um heterosexuelle Beziehungen, bei denen der Feeder ein Mann ist. Insbesondere in homosexuellen Beziehungen wird der Feeder als Encourager und der „Gemästete“ als Gainer bezeichnet. In Einzelfällen haben Individuen die sexuelle Fantasie zuzunehmen und setzen diese durch unmäßiges Essen um, ohne dass dies vom Partner gewünscht wird.

## Problematik
Bislang ist unklar, ob es sich bei Feeding-Beziehungen um eine für sich stehende Paraphilie oder um eine Abwandlung der Morphophilie (eine Vorliebe für besonders, teilweise unförmig ausgeprägte Körpereigenschaften) oder des Masochismus handelt. Psychologen werten Feeding-Beziehungen als Abhängigkeitsbeziehungen, in denen der Feeder eine dominante Position hat. Das reicht von psychischer Abhängigkeit des „Gefütterten“ bis hin zur körperlichen Abhängigkeit in dem Moment, in dem der oder die Gemästete sich auf Grund extremen Übergewichts kaum noch bewegen kann und de facto ein Pflegefall ist. Bei hohem Übergewicht drohen zahlreiche gesundheitliche Risiken wie Diabetes mellitus und Bluthochdruck, die teilweise lebensbedrohlich sind.
Der oder die Feedee dient dem Feeder auf Grund der erwünschten Leibesfülle als Fetischobjekt. Im Internet gibt es zahlreiche Portale für Personen mit entsprechender Neigung. Die Beteiligung an Internetforen deutet an, dass es deutlich mehr männliche potenzielle Feeder gibt als Frauen, die gemästet werden wollen.
Die so genannte Fat-Acceptance-Bewegung, die gegen die Diskriminierung von dicken Menschen kämpft, hat Feeding über einen längeren Zeitraum gewissermaßen als Teil ihrer Bewegung akzeptiert. Das hat sich in den letzten Jahren verändert. Inzwischen grenzen sich diese Gruppen deutlich von Feeding ab und bezeichnen es teilweise als pathologisch.

## Abgrenzung zuFat Admiration
Der Feeder möchte eine Person, die zunächst durchaus relativ schlank sein kann, dazu bringen, an Gewicht zuzunehmen. Der Fat admirer sucht sich direkt einen Menschen, der bereits fettleibig ist. Zunahme oder Abnahme spielen keine so große Rolle wie beim Feeding.

## Künstlerische Verarbeitung
Die thüringische Dark-Metal-Band Eisregen verarbeitete das Thema im Lied Zauberelefant ihres Albums Schlangensonne. Der Liedtext beschreibt, wie eine Frau durch Feeding zu Tode gemästet wird.
Die niederländische Death-Metal-Band Asphyx widmete dem Thema das Lied The Feeder ihres Albums Incoming Death.
Im australischen Horrorfilm Feed – friss und stirb! (2005) kommt ein Polizist einem fetischistischen Mörder auf die Spur.